# إرلينغ بيترسن (سياسي)
إرلينغ بيترسن هو اقتصادي وسياسي نرويجي، ولد في 13 يوليو 1906 في باروم في النرويج، وتوفي في 29 أغسطس 1992 في أوسلو في النرويج. نشط حزبياً في حزب المحافظين.

## مناصب
- انتخب عضو برلمان النرويج  [لغات أخرى]‏ عن دائرة أوسلو [الإنجليزية]‏ وقد انضم خلال فترته النيابية ‏ (1969 – 1973) للكتلة البرلمانية حزب المحافظين.
- انتخب عضو برلمان النرويج  [لغات أخرى]‏ عن دائرة أوسلو [الإنجليزية]‏ وقد انضم خلال فترته النيابية ‏ (1965 – 1969) للكتلة البرلمانية حزب المحافظين.
- انتخب عضو برلمان النرويج  [لغات أخرى]‏ عن دائرة أوسلو [الإنجليزية]‏ وقد انضم خلال فترته النيابية ‏ (1961 – 1965) للكتلة البرلمانية حزب المحافظين.
- انتخب عضو برلمان النرويج  [لغات أخرى]‏ عن دائرة أوسلو [الإنجليزية]‏ وقد انضم خلال فترته النيابية ‏ (1958 – 1961) للكتلة البرلمانية حزب المحافظين.
- انتخب نائب عضو برلمان النرويج  [لغات أخرى]‏ عن دائرة أوسلو [الإنجليزية]‏ وقد انضم خلال فترته النيابية ‏ (1950 – 1953) للكتلة البرلمانية حزب المحافظين.
- انتخب ممثل الجمعية البرلمانية لمجلس أوروبا [الإنجليزية]‏ لترشحه ضمن قائمة النرويج، (28 أبريل 1958 – 1974).
- انتخب عضو برلمان النرويج  [لغات أخرى]‏ عن دائرة أوسلو [الإنجليزية]‏ وقد انضم خلال فترته النيابية ‏ (1954 – 1957) للكتلة البرلمانية حزب المحافظين.

## وصلات خارجية
- إرلينغ بيترسن (سياسي) على موقع IMDb (الإنجليزية)